# Komora pod Półką w Pozornicy
Komora pod Półką w Pozornicy – schronisko w skale Pozornica Lewa w Dolinie Szklarki na Wyżynie Olkuskiej (część Wyżyny Krakowsko-Częstochowskiej). Administracyjnie należy do wsi Radwanowice w województwie małopolskim, w powiecie krakowskim, w gminie Zabierzów.

## Opis jaskini
Skała Pozornica Lewa znajduje się w pobliżu wylotu Doliny Szklarki, w jej stromych, lewych zboczach opadających do potoku Szklarka, poniżej stawów rybnych. Jest jedną z trzech blisko siebie znajdujących się skał. Pozostałe to Pozornica Prawa i Wodna Skała – ta ostatnia znajduje się tuż nad potokiem i jest dobrze widoczna z drogi od Dubia do Szklar. Do skał tych można dojść albo przekraczając potok, albo od boiska sportowego w Radwanowicach (dalej, ale bez konieczności przekraczania potoku). Otwór jaskini znajduje się na północno-zachodniej ścianie Pozornicy Lewej, na wysokości około 5 m, poniżej pnia dużej sosny rosnącej na skalnej półce. Ma wysokość 3,5 m i szerokość około 2 m. Wspięcie się do niego od podstawy skały to II w skali Kurtyki.
Za otworem wejściowym znajduje się dość obszerna komora o płaskim dnie, Na północny wschód wychodzi z niej wąska, niedostępna dla człowieka szczelina z ciasnym otworem, przez który prześwituje światło. Strop jaskini jest częściowo zawaliskowy. Ściany gładkie, miejscami z drobnymi naciekami grzybkowymi, korozyjnymi wżerami i czarnymi naskorupieniami (są to epigenetyczne utwory krzemionkowe). Namulisko złożone z wapiennego rumoszu, gleby i dużej ilości nawianych przez wiatr liści. Schronisko jest w całości oświetlone, suche i całkowicie uzależnione od zewnętrznych warunków. Przy otworze wejściowym rosną krzewy i rośliny zielne, a na ścianach komory także paprocie, glony, porosty. Ze zwierząt spotykano ślimaki, muchówki i motyle (paśnik jaskiniowiec Triphosa dubitata i szczerbówka ksieni Scoliopteryx libatrix) oraz pająka sieciarza jaskiniowego Meta menardi.

## Historia poznania i dokumentacji
Po raz pierwszy kilka schronisk w tym rejonie opisał J. Nowak w 2008 r. Nie podał jednak tak dokładnego opisu, by można je przyporządkować do konkretnego obiektu. Pierwszą dokumentację i plan Komory pod Półką w Pozornicy opracowała w listopadzie 2014 r. I. Luty przy współpracy z M. Soćko.

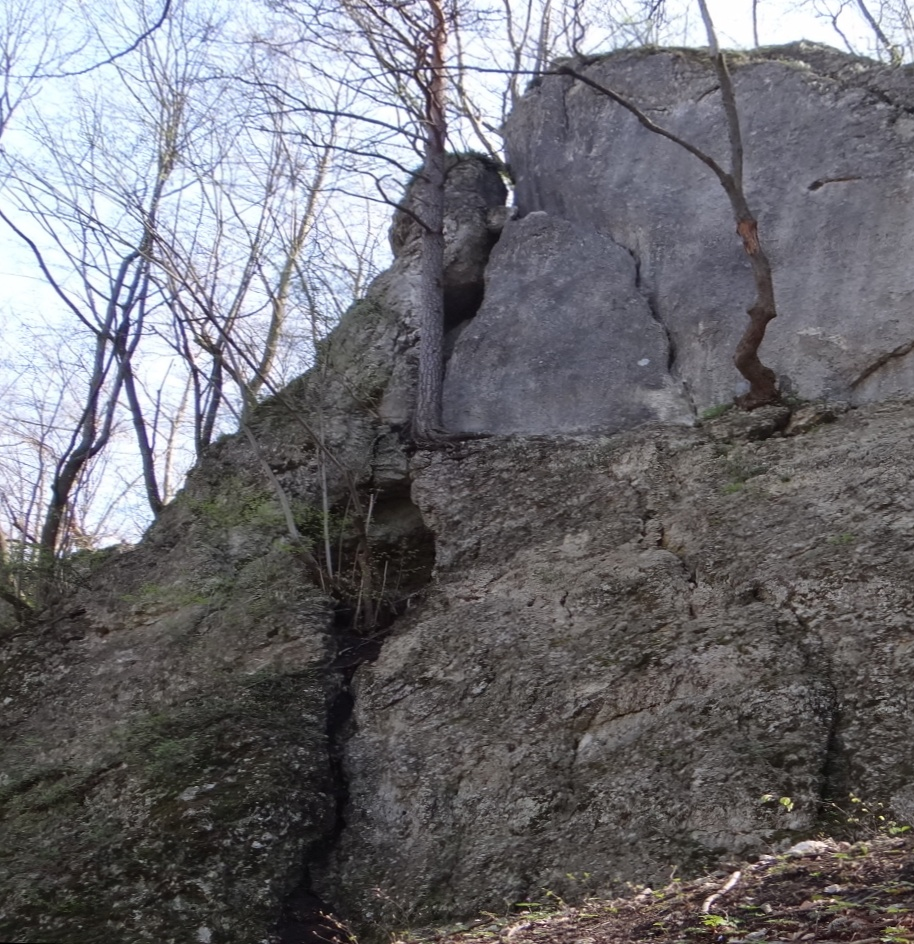
Otwór schroniska widoczny poniżej sosny
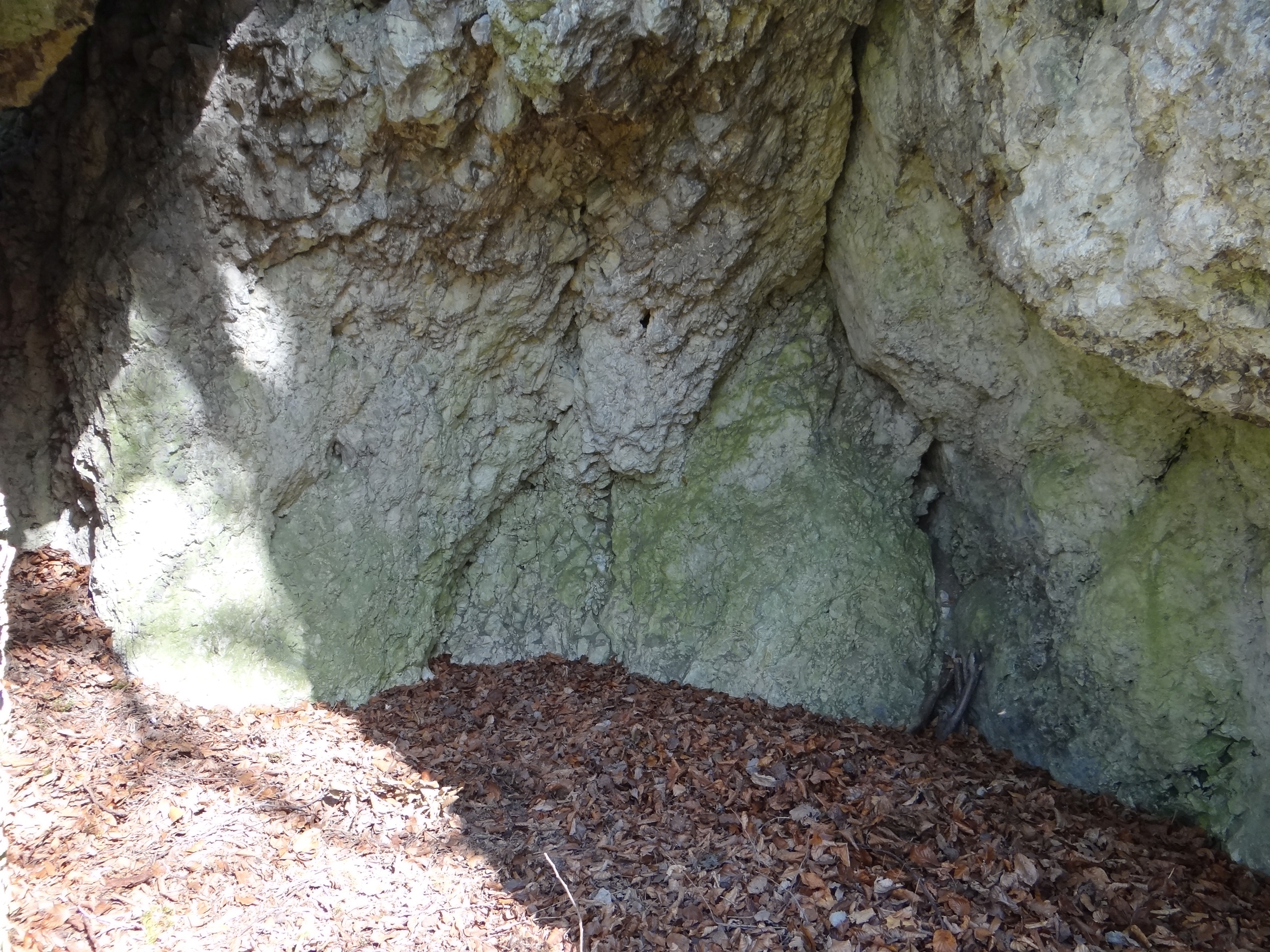
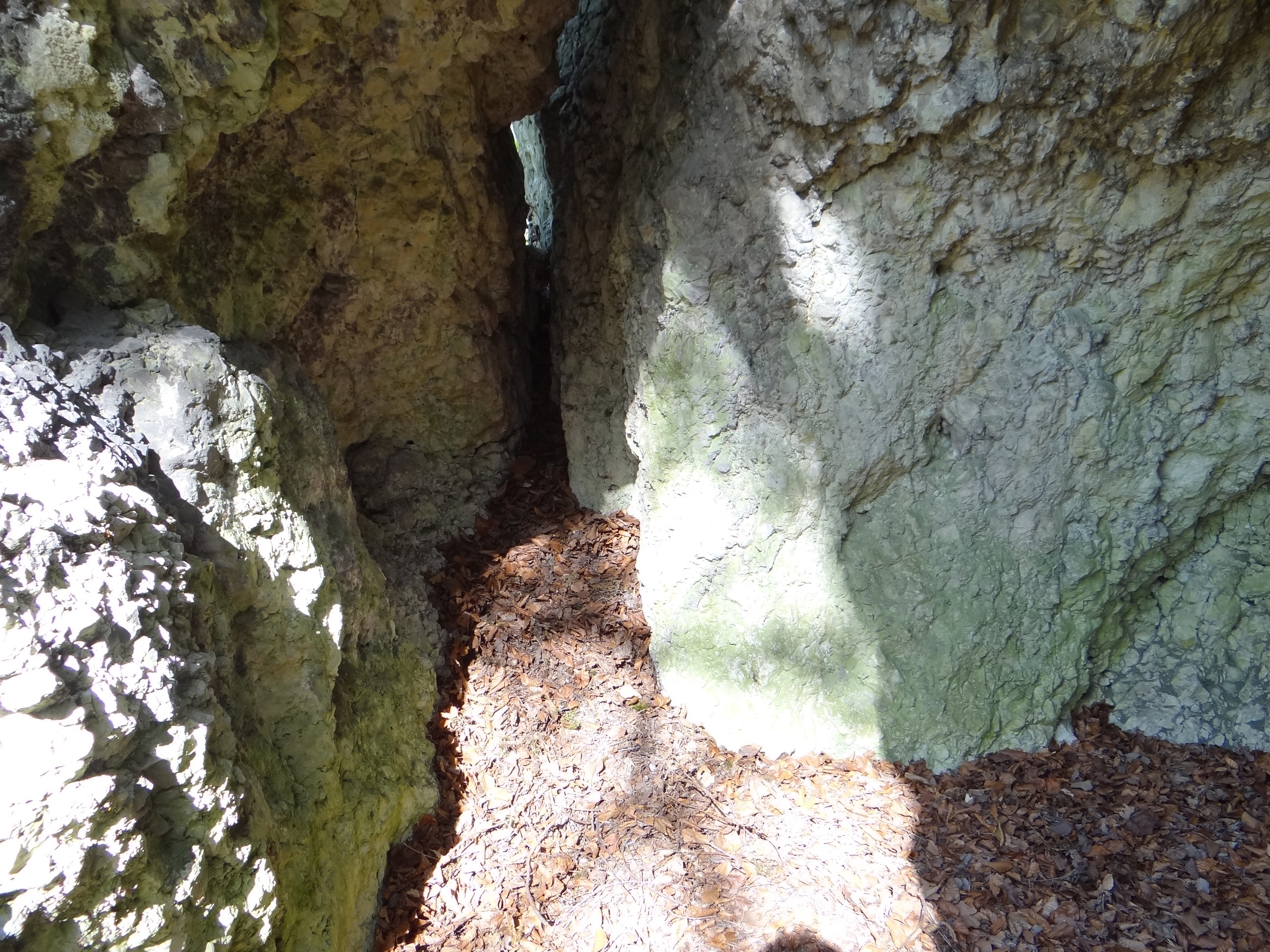
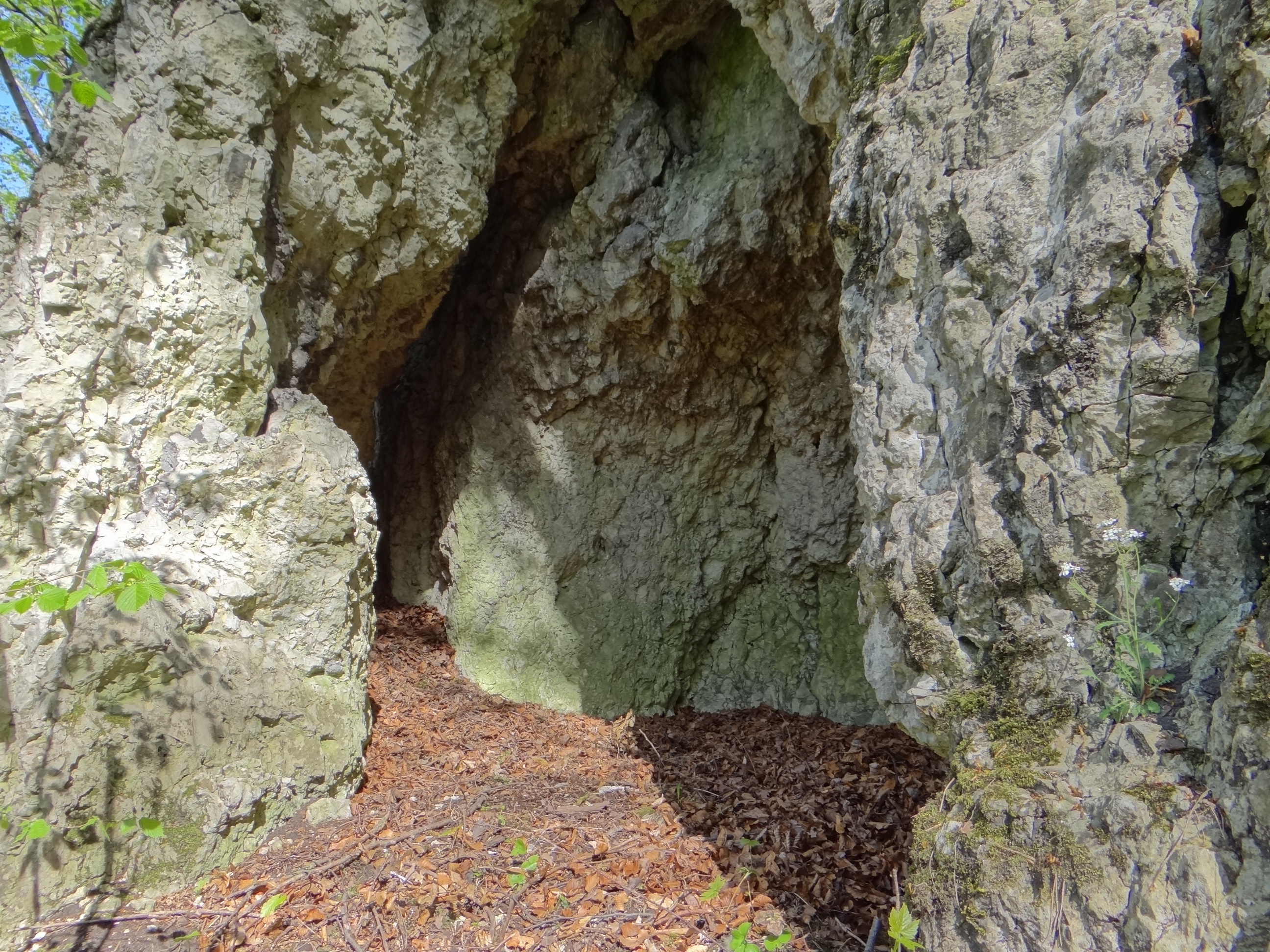
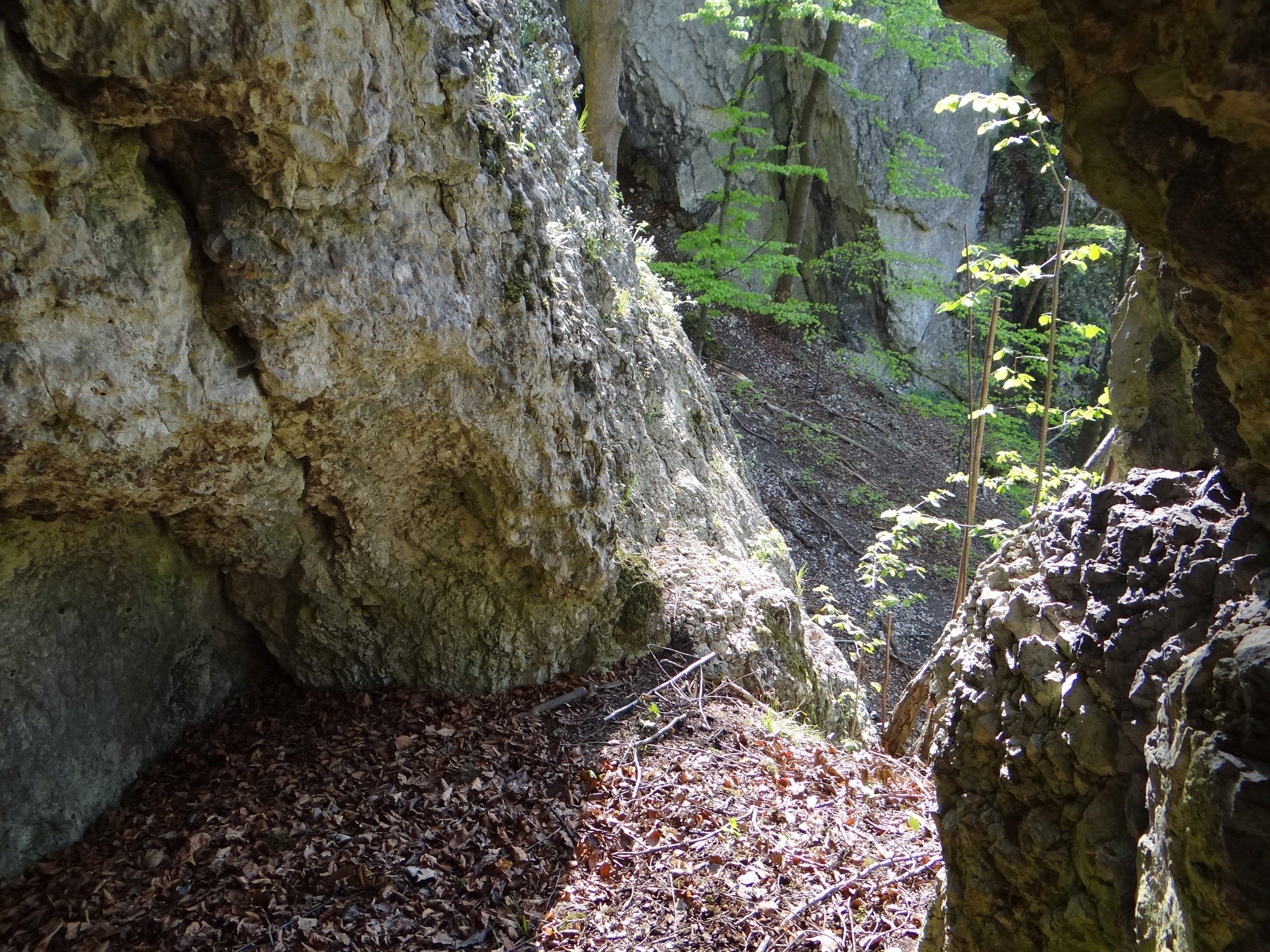